# برج مياه
 برج المياه هو خزان مائي يبنى على أرتفاع عالي من أجل الاحتفاظ بموارد مائية وتوليد الضغط على نظام توزيع المياه. يتولد الضغط كلما ارتفع خزان المياه؛ فلكل 10.2 سنتيمتر من الارتفاع ينتج 1 كيلو باسكال من الضغط وعلى ذلك ينتج أرتفاع 30 مترا ما يقرب من 300 كيلو باسكال من الضغط وهو ما يكفي لتوفير الضغط لمتطلبات نظام لتوزيع المياه للأغراض المنزلية.

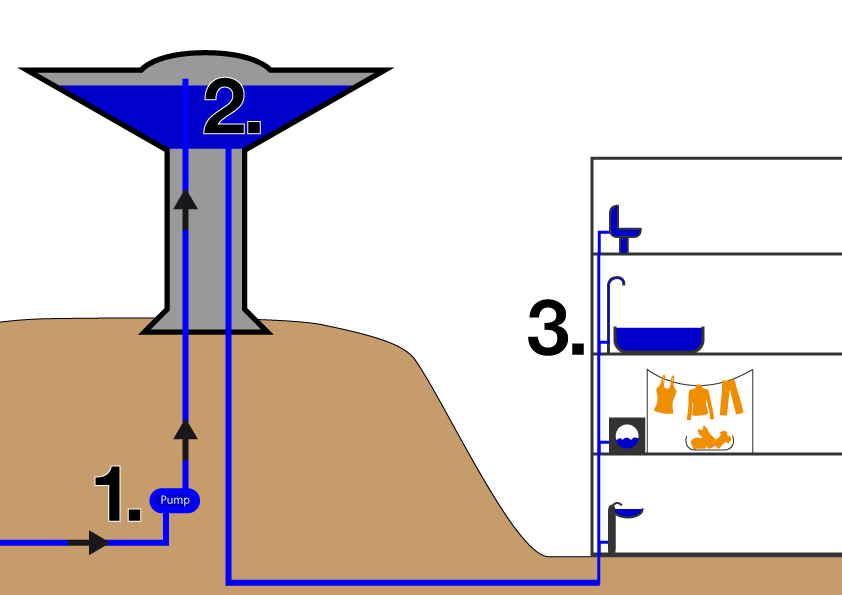
مبدأ عمل الحاووز

يسمى أيضا الحاووز أو خزان الماء أو قصر مائي أو برج الماء وهو مُجَمـّع للمياه عبارة عن برج مرتفع أو خزان ماء كبير مرتفع بشكل يمكن بواسطته توزيع الماء على البيوت بضغط مناسب.

## في التسمية
كلمة حاووز مأخوذة عن التركية. بيد أن الأتراك أخذوا عن الكلمة من كلمة «الحوض» العربية فجاء لفظها حسب لغتهم (حاوظ) أو (حاوز) التي كانت تكتب مع حرف واو يعلوه ثلاثة نقاط (حاۋز). وأخذ سكان المشرق العربي هذه الكلمة عن التركية العثمانية فصارت (حاووز).
ومن الممكن أن يكون المعنى مطلبقا لاشتقاق على وزن «فاعول» للمبالغة من الكلمة العربية «حاز» والتي تعني «يملك». وجاء في لسان العرب لإبن منظور «و’’’الحَوْز’’’: الجمع. وكل من ضَمَّ شيئاً إِلى نفسه من مال أَو غير ذلك، فقد حازَه حَوْزاً وحِيازَة وحازَه إِليه واحْتازَهُ. ‘’’حَوَّاز’’’ القلوب، بتشديد الواو، أَي يَحُوزها ويتملكها ويغلب عليها. و’’’حَوَّزَ’’’ الإِبلَ: ساقها إِلى الماء؛ وليلة الحَوْز: أَول ليلة تُوَجَّه فيها الإِبل إِلى الماء إِذا كانت بعيدة منه،»
وعلى هذا يكون «حاووز الماء» هو المكان الذي يجمع ويحوز الماء أو مكان حيازة الماء.

## كيفية العمل
عملية الضغط تحصل جراء الارتفاع حيث كل 10.2 سنتمتر من الارتفاع تعطي واحد (1) كيلو باسكال من الضغط. و30 متر من الارتفاع تعطي 300 كيلوباسكال من الضغط وهو الضغط الكافي لتشغيل نظام تزويد المياه المنزلي.

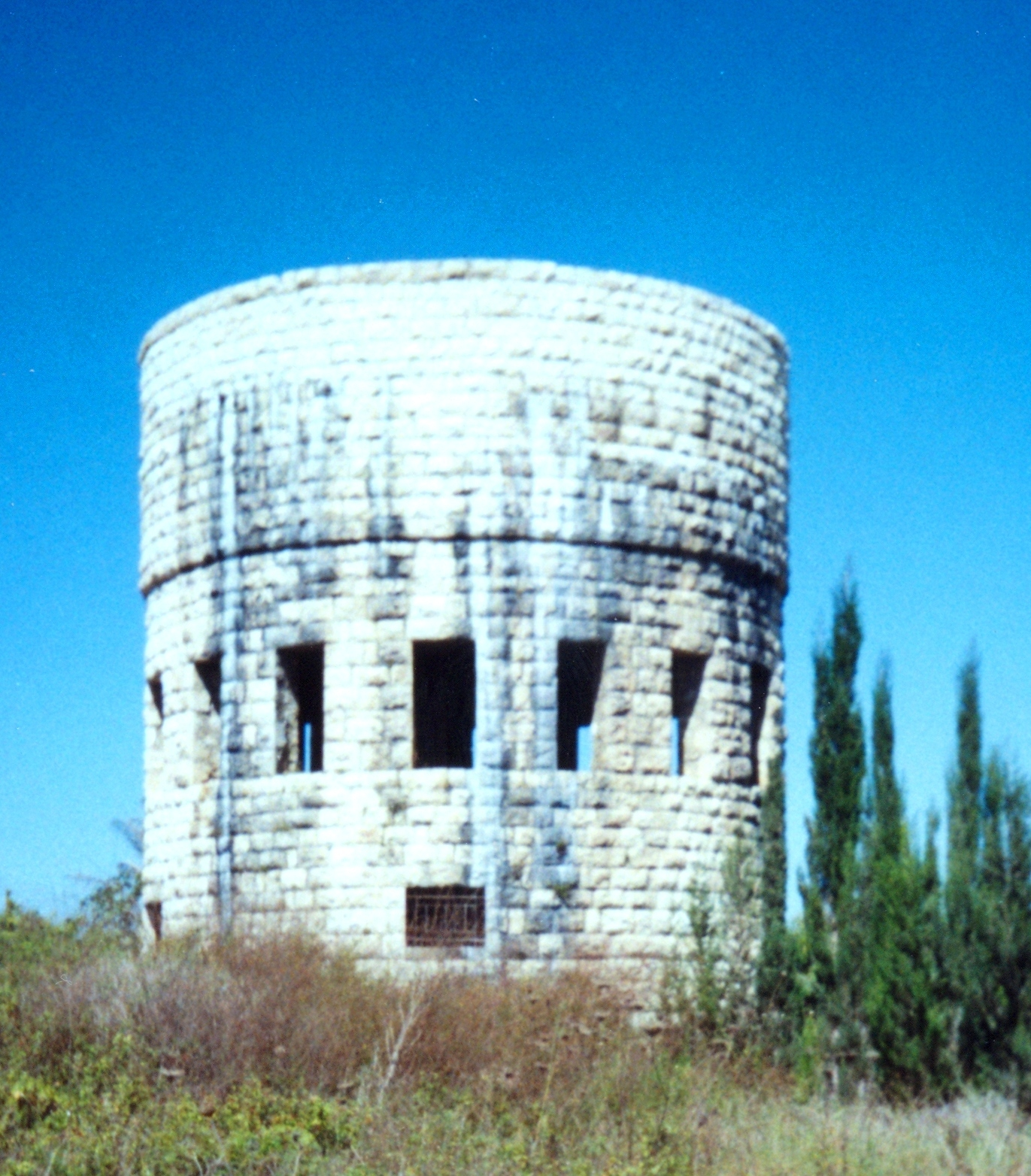
حاووز الماء القديم في عنقون جنوب لبنان

معظم القصور المائية تم بناؤها خلال الثورة الصناعية في أوروبا وأميركا. وبعضها يعتبر الآن معالم معمارية لا يجوز تدميرها. وبعضها تحول إلى فنادق.

## الإنشاء
يمكن استخدام مجموعة متنوعة من المواد لبناء برج مياه وغالبا ما يتم استخدام الحديد والخرسانة المسلحة والطوب المعالج مسبقا بالإجهاد (مع الخشب، والألياف الزجاجية) وتتم طلاء البطانة الداخلية للبرج بطلاء من المواد العازلة والمعالجة كيميائيا للحماية من التآكل والصدأ.
ويمكن أن ياخذ الخزان في أعلى البرج عدة اشكال منها الكروي. الاسطواني أو حتى الاهليجي مع الحد الأدنى ارتفاعا وهو ما يعادل 6 امتار (20 قدما) وقطريا 4 امتار (13 قدما). اما الارتفاع القياسي لابراج المياه هو 40 متر (130 قدم).

الهدف من ابراج المياه 

ان مستخدمي المياه سواء في (المدينة، المصنع، أو حتى المبنى (بحاجة لتزويدهم بالضغط الكافي للحفاظ على سلامة إمدادات المياه. إذا لم يتم توفير الضغط المناسب لضخ المياه داخل شبكة الإمدادات يمكن أن تحدث عدة مشاكل منها:

-قد لا تصل المياه إلى الطوابق العلوية من المبنى

-قد لا ترش المياه من الصنبور بتدفق كافي

- بدون وجود برج الماء قد تخضع بعضا من أنظمة إمدادات المياة خاصة في المناطق الجبلية للضغط السلبي (مبدأ عمل المرحاض) وهذا يؤدي إلى سحب المياة الجوفية الضحلة في شبكة المياة وتلويثها بالكائنات المجهرية والرمل والاسمدة والتي تعود مرة أخرى لتصبح جزء من مخزون الأرض من المياه الجوفية.

## التشغيل

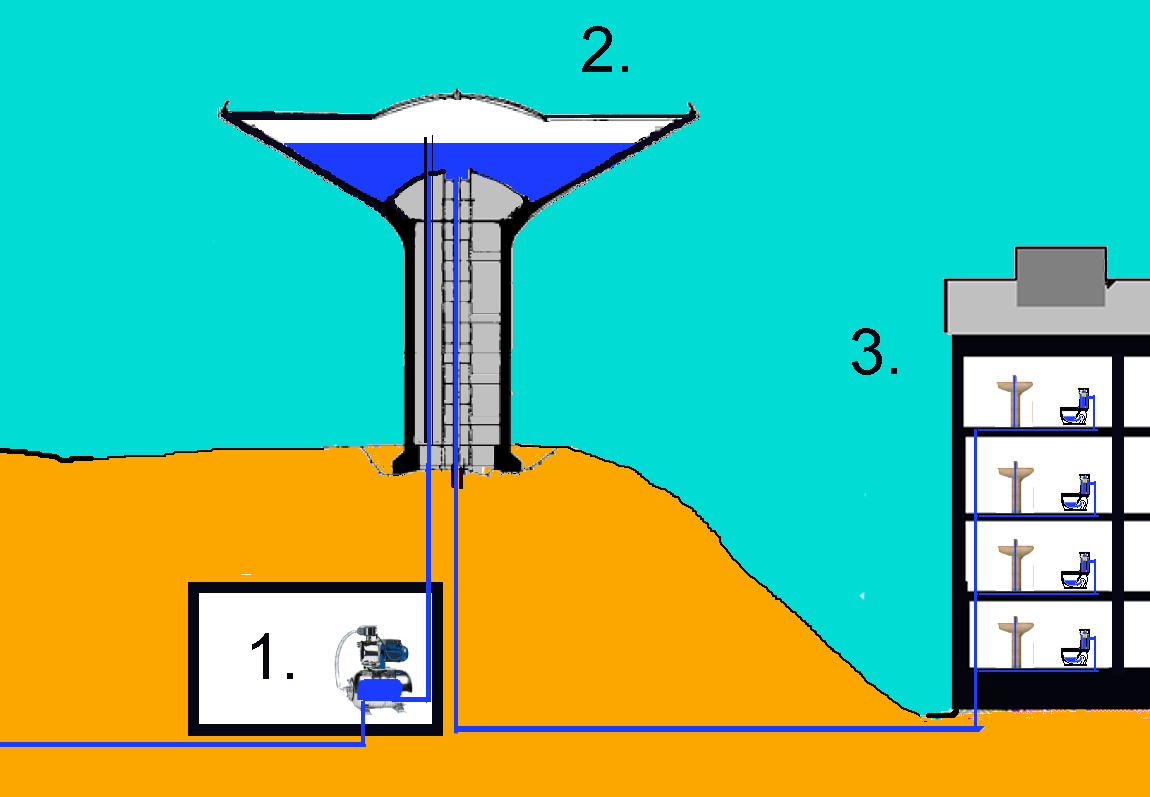
1-مضخة
2-خزان ماء
3-المستخدم

ويحدث الضغط من خلال نظام الضغط الهيدروليكي لارتفاع من الماء لكل 10-20 سنتيمتر (4.016انش) ينتج عنه 1 كيلوباسكال من الضغط ومن هنا على ارتفاع 30 مترا (98.43 قدم) نحصل على 300 كيلوباسكال من الضغط وهو ما يكفي لضخ المياه داخل إمدادات نظام التوزيع.

ان أبراج المياه قادرة على توفير المياه حتى خلال انقطاع التيار الكهربائي، لأنها تعتمد على الضغط الهيدروليكي الذي ينتج بفع ارتفاع عمودالمياه (بفعل الجاذبية) لدفع المياه إلى القطاع السكني والصناعي، ومع ذلك، فإنها لا يمكنها توفير المياه لفترة طويلة بدون كهرباء، وذلك لانها بحاجة إلى مضخة لإعادة ملء الخزان في أعلى البرج. ومن ناحية أخرى يعتبر برج المياه بمثابة خزان لتوفير الحاجة إلى المياه في اوقات الذروة حيث يقل منسوب المياه في الخزان خلال تلك الساعات من النهار ويعاود ملؤه في الليل من خلال مضخة خاصة.من خلال هذه العملية يتم المحافظة على المياه من التجمد في الطقس البارد حيث تتم باستمرار دورة استنزاف وإعادة ملء الخزان بالمياه

## ابراج المياه والاستدامة
مع ظهور مفهوم الاستدامة في مختلف المجالات وخاصة العمائرية لجأ المعماريون لتطبيق هذا المفهوم على أرض الواقع ومن هنا تم تطبيق هذا المفهوم على ابراج المياه حيث تصمم كصروح شاهقة تشمل مساحات شاسعة من الحدائق في أعلى قممها وتوفر إليه لا تصدق لتبخير المياه وتلطيف الجو وتكوين المطر الخاص بالبرج. ويجلس برج الماء على خزان يتم تزويده باستمرار بالمياه. اما الجسم الإنشائي للبرج فهو مغطى بطبقة معدنية عاكسة ليبدو وكأن البرج يتلاشى في السماء وهذا نوع من التلاعب البصري والحسي للتخفيف من ثقل المنشأ على الأرض واراحة عين الناظر إليه. وهناك في الأعلى يوجد خزان للمياه واسقف حدائقية. ويصل الزوار إلى قمة البرج من خلال مصعد في جسم البرج حيث تتم فعاليات مختلفة في تلك القمة ناهيك عن المشهد البانورامي الخلاب للمدينة.
و يُحتضن الجزء السفلي من البرج من خلال حديقة عامة تعمل على تنقية مياه الأمطار والسيول في المكمن. ويتم ضخ المياه للخزان في الأعلى لري الاسقف الحدائقة وتتراكم الرطوبة في الهواء المحيط بالبرج والذي يرطب ويلطف جو المدينة. ان هذا المفهوم يدعو للتسائل إلى حد ما لكن من ناحية أخرى يضفي نوعا من الفضول والاهتمام لدى الكثيرين.

وتصصم بعضا من ابراج المياه ليس فقط لتوزيع المياه بل أيضا لتوليد الطاقة النظيفة. ويتم استخدام مجموعة واسعة من مصادر الطاقة المتجددة بما في ذلك 240 متر مربع من الألواح الشمسية على واجهة البرج مع وجود مراوح صغيرة في قمة البرج لتحريك الهواء.في بعض الأحيان بتم تغطية واجهة البرج بنوع من الأعشاب البحرية التي تساعد على توليد الكهرباء من التحليل الحيوي لها. هذا النوع من الحدائق الرأسية والأعشاب المتسلقة تساعد في انعاش الجو المحيط سعيا للتخفيف من ظاهرة الاحتباس الحراري.

## بدائل ابراج المياه
في بعض الأحيان يتم الاستعاضة عن ابراج المياه بمضخات توضع على الجزء العلوي من انابيب المياه لزيادة الضخ بها. هذا النهج الجديد اسرع وأسهل لكنه قد يؤثر على الصحة العامة في حال قلت كفاءة المضخات يقل ضغط الماء داخل الانابيب وقد تتجمع الملوثات وتلوث تلك المياه لذلك لا يتم استخدام تلك التقنية كثيرا.

## أبراج المياه حول العالم

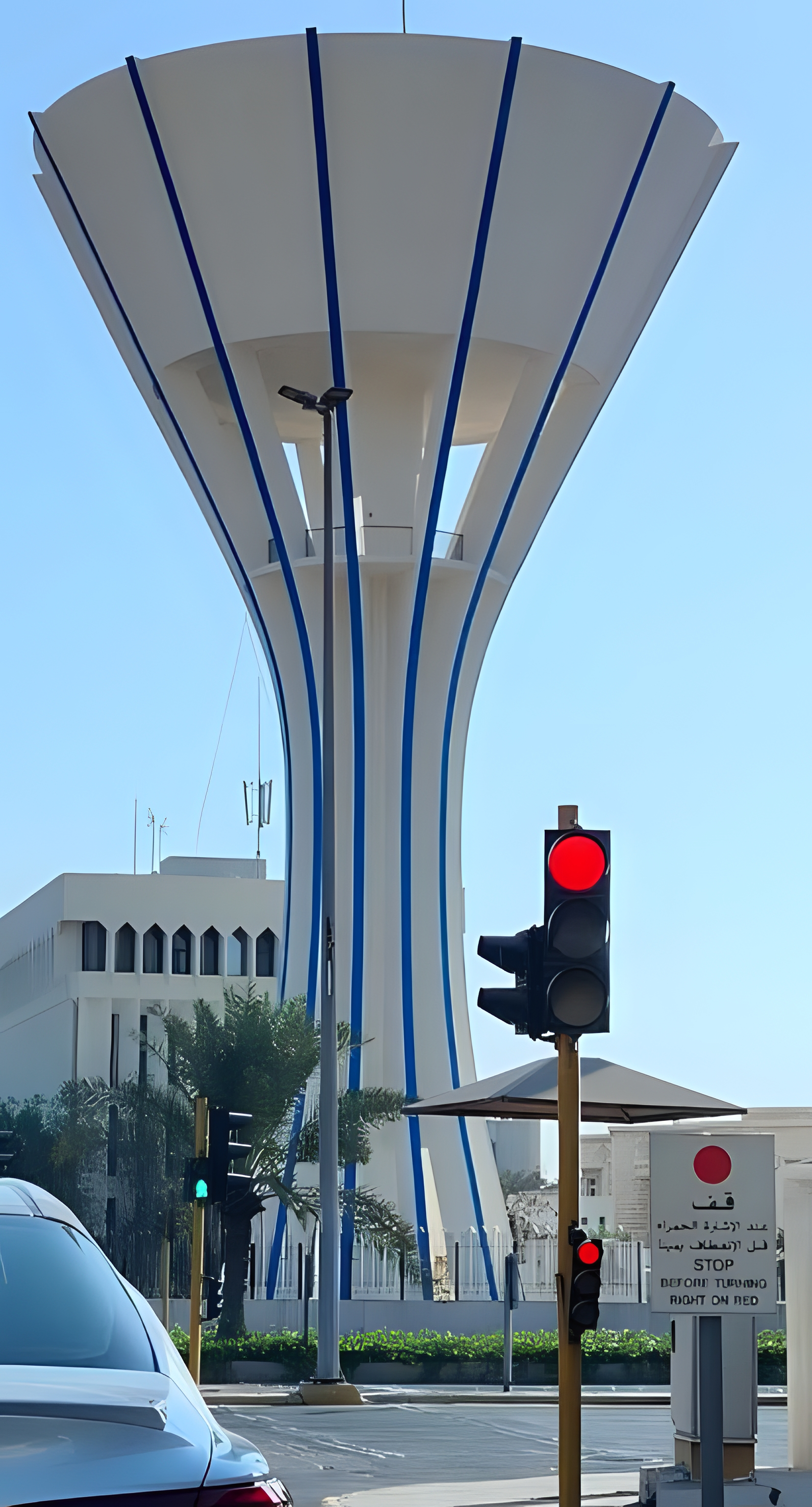
صور برج مياه (المديرية العامة للمياه) في القطيف

تستخدم بعض ابراج المياه كمطاعم وابراجا للمراقبة مثل أبراج الكويت في مدينة الكويت وبرج بريدة.